# Melissa Ordway
Melissa Pam Ordway (31 maart 1983) is een Amerikaans model en actrice.

## Achtergrond
Ze is geboren in Atlanta als enig kind. Haar ouders zijn John en Christine Ordway. Ze studeerde Theater in de middelbare school in Snellville, Georgia. Daar startte ze met de voorstelling van Beauty and the Beast, The Women, a Midsummer Night's Dream en nog verschillende andere voorstellingen. Na het afstuderen aan de middelbare school ging ze naar Georgia State University. Toen ze op de Georgia State University zat werd Melissa gekozen als deelneemster in een reality show op MTV, The Assisant genaamd. Ze won de show en verhuisde naar Los Angeles om haar acteer- en modellencarrière na te streven. Op 22 september 2012 trouwde ze met de Amerikaanse acteur Justin Gaston.

## Modellencarrière
Ze verhuisde naar Los Angeles en tekende een contract met Nous Model Management. Ze werd meteen geboekt voor nationale campagnes en tijdschriftcovers. Melissa's eerste grote campagne was voor Sketschers. In 1 jaar was Melissa al model geweest voor Old Navy, Fabrizio Gianni, David's Bridal, Anchor Blue en Tilly's. Ze haalde ook de cover bij verschillende tijdschriften zoals Los Angeles Weddings Magazine, Grand Sierra Magazine en Hona Hou Magazine.

## Acteercarrière
Melissa's doorbraak was de rol in de televisieserie Privileged Playing Jordanna. Haar volgende rol was in 17 Again (als Lauren).
In 2010 verscheen Melissa in The Last Song als Ashley en in Melrose Place als Morgan McKellan. Ze speelde ook in de fantasy thriller Tales of an Ancient Empire. In 2011 verscheen ze in Escapee en in In Time. In 2012 speelde ze mee in de film Ted. In 2012 was ze ook te zien in de serie Hollywood Heights als Chloe Carter. In maart 2013 werd ze gecast voor de rol van Abby Newman in de CBS serie The Young and the Restless, waar ze Marcy Rylan vervangt. Daarnaast speelde ze ook mee in Including Callers en I Heart Veronica Martin.
- Bibliothèque nationale de France: cb166198865 (data)
- International Standard Name Identifier: 0000 0003 8121 7262
- Library of Congress Control Number: no2019094842
- Système universitaire de documentation: 164521135
- Virtual International Authority File: 260903289
- WorldCat: E39PBJjCRWHKxMfgMgFDp4tBT3